# Trädskator
Trädskator (Dendrocitta) är ett släkte av fåglar som tillhör familjen kråkfåglar (Corvidae). Det skiljer sig från familjens övriga medlemmar genom de två starkt förlängda mellersta stjärtpennorna samt genom långa vingar och krökt näbb med hakformig spets. Fjädrarna är praktfullt färgade.
Släktet omfattar sju arter som förekommer från Himalaya till Taiwan och till Stora Sundaöarna:
- Ockrabukig trädskata (D. vagabunda)
- Grå trädskata (D. formosae)
- Sumatraträdskata (D. occipitalis)
- Borneoträdskata (D. cinerascens)
- Vitbukig trädskata (D. leucogastra)
- Svartmaskad trädskata (D. frontalis)
- Andamanträdskata (D. bayleyi)